# Lisa Arch
Lisa Arch, nombre de soltera Kushell (23 de noviembre de 1971), es una actriz y comediante estadounidense, conocida por sus papeles en la temporada 1997-98 de la FOX Network show de comedia, MADtv, como coanfitrión de la TBS Dinner and a Movie 2002 a 2005 y, más recientemente, como el personaje recurrente de Samantha Samuels en Disney Channel Cory in the House. Arch también ha trabajado en la película Evan Almighty, de 2007.

## Biografía
Nacida en Lisa Kushell Los Ángeles, California, comenzó a actuar en el escenario a los 15 años en la compañía de comedia Upstage Comedy. Arch ha declarado a menudo que sus padres fueron un gran apoyo de ella y lo que le permitió afinar sus habilidades en su "unfurnished living room" hasta que se graduó de la escuela secundaria. Obtuvo su Screen Actors Guild' tarjeta con una línea como camarera en el Dream On. Después de su primera aparición, comenzó a aparecer en series como Seinfeld, The X-Files y For Your Love.
Tiene un hermano mayor, Bob Kushell, que es guionista de televisión, productor y presentador de un programa de entrevistas en internet. Su hermano trabaja con el esposo de ella, Russell Arch, el productor cocreador y ejecutivo de En cualquier momento, con Bob Kushell, un programa de entrevistas de internet para Sony Interactive' Crackle.com. El 18 de septiembre de 2007, dio a luz a un hijo, Garrett Mitchell Arch.

## Carrera

### MADtv
Lisa se unió al elenco de MADtv en 1997 como intérprete de repertorio siendo promovida para la mitad de su tercera temporada. Arch es recordada por interpretar personajes como Susan Whitfield y Wanda Terry-Ann Lainier Parker de los sketches Parker Sisters.
Lisa Arch también realizó varios trabajos en comedia imitando a figuras públicas como Paula Jones y satirizó estrellas de Hollywood como Farrah Fawcett, Demi Moore, Alyson Hannigan, Lori Loughlin y Hope Summers. También ha sustituido a cantantes como Melanie Chisholm (a.k.a. "Sporty Spice"), Alanis Morissette y Fiona Apple.
Después de la temporada en el show, Arch dejó MADtv al final de su tercera temporada para buscar otras oportunidades en su carrera.

### Otros proyectos de televisión
Desde que abandonó MADtv, Arch ha realizado numerosas apariciones y locuciones como en anuncios de Mervyn's y Southern Comfort.
También apareció en el show de Comedy Central Crank Yankers como la voz de Camie. También ha interpretado el papel de Samantha Samuels en el show de Disney Channel Cory in the House.
Lisa también ha tenido un papel en el programa de televisión infantil Hannah Montana como fotógrafa. Arch aparece de forma regular en ACME Comedy Theater y recientenmente ha participado en un episodio especial de Reel Comedy sobre la película Bewitched.
También ha hecho numerosas apariciones en programas de televisión, incluyendo Reno 911!, Seinfeld, The X-Files y en Austin & Ally como Damonica Nixon.